# Route de Matadi
La route de Matadi est une route reliant Kinshasa à la ville de Matadi dans le Kongo-Central en république démocratique du Congo. 

## Situation et accès
Partant du quartier kinois de Kintambo, où elle prend dans son parcours urbain le nom de  « chaussée Mzee Laurent-Désiré Kabila » (précédemment « avenue Makanda Kabobi »), elle sort de la vallée du Congo par le mont Ngaliema (dans la commune de Ngaliema). Une fois sortie du district urbain de Kinshasa, elle se dirige vers l'ouest à travers le Bas-Congo en suivant approximativement le parcours de la voie de chemin de fer Matadi-Kinshasa.
Elle fait partie de la Route nationale 1 (RN1), qui relie Banana à Lubumbashi sur plus de 3 000 km.
Elle est asphaltée entre Kinshasa et Matadi, mais peut être sujette à des dégradations selon les saisons.

### Localités traversées
- Kinshasa, Aéroport de Ndolo (km 0)
  - Kintambo
  - Ngaliema
- Kasangulu, (km 42)
- Madimba, (km 96)
- Kisantu, (km 120)
- Mbanza-Ngungu, (km 145)
- Kimpese, (km 213)
- Songololo, (km 264)
- Tombagadio, (km 320)
- Matadi, (km 344)

## Origine du nom
Elle relie Kinshasa à Matadi.
Matadi signifie pierres en kikongo, en référence aux formations rocheuses sur lesquelles la ville portuaire de Matadi a été bâtie.

## Historique
La route suit en grande partie le tracé de l'ancienne voie ferrée Matadi-Kinshasa, construite à la fin du XIXe siècle pour contourner les cataractes du fleuve Congo et relier le port maritime de Matadi au Pool Malebo.